# Grasa (álbum)
Grasa (estilizado en mayúsculas) es el segundo álbum de estudio de la cantante y compositora Nathy Peluso. Lanzado el 24 de mayo de 2024 a través de la compañía Sony Music.

## Antecedentes
En octubre de 2020, Peluso lanzó su primer álbum de estudio, Calambre, con el cual recibió elogios de la crítica por su versatilidad y variedad de géneros musicales, en el que fusionó sonidos urbanos con géneros clásicos. El álbum fue galardonado con el premio mejor álbum música alternativa en la 22.ª entrega anual de los Premios Grammy Latinos y mejor álbum pop alternativo en la 23.ª edición de los Premios Carlos Gardel. Además, Calambre obtuvo una nominación en los Premios Grammy —la primera en la carrera de Peluso—, en la categoría de mejor álbum de rock alternativo.
En noviembre del mismo año, Peluso colaboró con el productor argentino Bizarrap en su «BZRP Music Sessions Vol. 36». La canción se volvió un éxito comercial y viral en redes sociales, posicionándose dentro del Daily Global 200 de Spotify y se convirtió en el debut de Peluso en el listado Billboard Argentina Hot 100. Asimismo, la canción es considerada como una de las mejores BZRP Music Sessions por la critica especializada y diversos medios internacionales.
En abril de 2021, compartió con sus seguidores que había vuelto a un estudio de grabación, donde se encontraba componiendo y grabando nuevo material.
Grasa se anunció oficialmente el 2 de mayo de 2024, junto con breve video publicado a través de las redes sociales de la cantante. Allí se la puede ver a la cantante en una terraza con un cartel de anuncio de fondo con la palabra "Grasa" en letras rojas en el que las piernas de Peluso conforman la letra A del cartel, así como la fecha de lanzamiento. Apenas cinco días después, compartió la portada oficial del álbum. Posteriormente, Peluso relevó la lista de canciones con todos los títulos, la cual finalmente estaría conformado por un total de dieciséis temas inéditos, donde cuatro de ellos serían acompañados de colaboraciones con Paco Amoroso y Ca7riel, Lua de Santana, Duki y Blood Orange.

## Lanzamiento y promoción
Tras el anuncio de su nuevo álbum a través de sus redes sociales, Peluso se presentó por sorpresa en la pizzería Prince Street Pizza ubicada en Bajo Manhattan (Nueva York) para repartir porciones de pizza, desde la barra del local de comida, en servilletas personalizadas con el título del disco entre centenares de fanáticos con motivo de festejo por su nuevo álbum. Durante la misma tarde, la cantante posó frente del Time Square mientras se proyectaban en las pantalllas el título y fecha de lanzamiento de su próximo trabajo de manera promocional. Por otro lado, en Argentina, ofreció una fiesta de escucha privada, a la que asistieron diferentes colegas de la música, el cine y la moda. Entre los invitados se encontraron Emilia Mernes, Nicki Nicole, Vera Spinetta, Úrsula Corberó, Chino Darín, Duki y Louta, entre otros.
En cuanto a medios de comunicación, Peluso visitó diferentes programas en España como El hormiguero y La resistencia; donde en el primero de ellos interpretó, en exclusiva, parte de la canción «Envidia». Por otro lado, concedió entrevistas a diferentes revistas internacionales como El País, Billboard y Variety.

### Tour
En octubre de 2024, comenzó en la Ciudad de México una gira en apoyo a su trabajo discográfico. La gira se extenderá por países de Sudamérica, Norteamérica y Europa. Tiene previsto finalizar el 30 de octubre de 2025 en Puerto Rico.

## Recepción

### Comentarios de la crítica
Grasa obtuvo mayormente reseñas favorables. Alim Kheraj, del periódico británico The Guardian, le otorgó una calificación de 4/5 estrellas; y en su evaluación, lo describió como un álbum que «oscila entre una introspección dolorosa y una arrogancia con los dientes apretados, [...] luchando entre ella y su personaje de estrella del pop»; finalmente, concluyó la reseña elogiando el alcance y la ejecución del mismo. De igual manera, Ana Escobar Rivas de Los 40 y Kaan Korukcu de Madshion destacaron la versatilidad de Peluso para transitar por diferentes géneros, como la parte interpretativa y compositiva del álbum; este último también describió la producción como «pasmosa».
| Publicación              | Reconocimiento                                | Posición | Ref.   |
| ------------------------ | --------------------------------------------- | -------- | ------ |
| Rolling Stone            | Los 50 mejores álbumes latinos del 2024       | 6        | [ 32 ] |
| Rolling Stone en Español | Los grandes álbumes en español de 2024        | 31       | [ 33 ] |
| Rolling Stone Argentina  | Los 15 mejores discos nacionales de 2024      | 5        | [ 34 ] |
| Billboard                | Los mejores álbumes latinos de 2024           | 6        | [ 35 ] |
| Billboard Argentina      | Los álbumes argentinos más destacados del año | 7        | [ 36 ] |
| Revista MOR.BO           | Los 30 mejores albums de 2024                 | 27       | [ 37 ] |
| Filter México            | Los 45 mejores discos en español del 2024     | 22       | [ 38 ] |
| Indie Club               | Los 20 discos del 2024                        | 7        | [ 39 ] |
| Jenesaispop              | Los mejores discos 2024                       | 15       | [ 40 ] |

## Premios y nominaciones
| Premiación                       | Año  | Categoría                             | Resultado | Ref.   |
| -------------------------------- | ---- | ------------------------------------- | --------- | ------ |
| Premios Grammy Latinos           | 2024 | Mejor video musical versión larga     | Ganador   | [ 41 ] |
| Premios Grammy                   | 2025 | Mejor álbum alternativo o rock latino | Nominado  | [ 42 ] |
| Premios Heat Latin Music Awards  | 2025 | Álbum del año                         | Nominado  | [ 43 ] |
| Premios de la Academia de Música | 2025 | Mejor álbum de música urbana          | Ganador   | [ 44 ] |
| Premios Tu Música Urbano         | 2025 | Álbum del año – artista femenino      | Nominado  | [ 45 ] |
| Premios Gardel                   | 2025 | Mejor álbum pop alternativo           | Nominado  | [ 46 ] |

## Lista de canciones
Créditos adaptados de Tidal.

| Grasa |                                                   |                                           |                                             |                                             |          |  |
| N.º   | Título                                            | Letras                                    | Escritor(es)                                | Productor(es)                               | Duración |  |
| 1.    | «Corleone»                                        | Natalia Peluso                            | Manuel Lara Natalia Peluso                  | Manuel Lara Natalia Peluso                  | 2:28     |  |
| 2.    | «Aprender a amar»                                 | Peluso                                    | Alberto Escámez López Peluso Pablo Drexler  | Peluso Pablopablo                           | 1:40     |  |
| 3.    | «Real»                                            | Peluso                                    | Lara Peluso                                 | Lara Peluso                                 | 2:59     |  |
| 4.    | «Legendario»                                      | Manuel Lorente Freire Peluso              | Lara Peluso                                 | Lara Peluso                                 | 3:04     |  |
| 5.    | «Escaleras de metal»                              | Peluso                                    | Benjamín Alerhand Lara Peluso               | Benjamín Alerhand Lara Peluso               | 1:48     |  |
| 6.    | «Todo roto» (con Paco Amoroso & Ca7riel)          | Catriel Guerreiro Peluso Ulises Guerreiro | Lara Peluso                                 | Lara Peluso                                 | 3:08     |  |
| 7.    | «No les creo nada - Skit» (con C. Tangana)        | Antón Álvarez Alfaro                      | Antón Álvarez Alfaro                        |                                             | 0:18     |  |
| 8.    | «Envidia»                                         | Lorente Freire Peluso                     | Alerhand Lara Peluso                        | Alerhand Lara Peluso                        | 2:35     |  |
| 9.    | «Menina» (con Lua de Santana)                     | Lua de Santana Peluso                     | Lara Peluso                                 | Lara Peluso                                 | 2:08     |  |
| 10.   | «Ideas radicales»                                 | Peluso                                    | Lara Peluso                                 | Lara Peluso                                 | 3:01     |  |
| 11.   | «Manhattan» (con Duki)                            | Mauro Ezequiel Lombardo Peluso            | Didi Gutman Peluso                          | Didi Gutman Peluso Zecca                    | 3:12     |  |
| 12.   | «El día que perdí mi juventud» (con Blood Orange) | Peluso                                    | Devonté Hynes Peluso                        | Devonté Hynes Peluso                        | 2:48     |  |
| 13.   | «La presa»                                        | Peluso                                    | Lara Peluso Servando Primera Yasmil Murrufo | Lara Peluso Servando Primera Yasmil Murrufo | 3:36     |  |
| 14.   | «La mentira»                                      | Peluso                                    | Félix Lara Luis Miguel Gómez Castaño Peluso | Luis Miguel Gómez Castaño Peluso            | 3:14     |  |
| 15.   | «Remedio»                                         | Peluso                                    | Didi Gutman Peluso Rafa Arcaute             | Peluso Rafa Arcaute                         | 3:16     |  |
| 16.   | «Mamá»                                            | Peluso                                    | Didi Gutman Peluso                          | Gutman Lara Peluso                          | 3:28     |  |
| 42:43 |                                                   |                                           |                                             |                                             |          |  |

Notas
- Todos los títulos de las canciones están estilizados en mayúsculas.

## Posicionamiento en listas

### Listas semanales
| Lista (2024)        | Mejor posición |
| ------------------- | -------------- |
| España (PROMUSICAE) | 9              |

## Historial de lanzamiento
| Región | Fecha              | Formato                    | Sello(s) discográfico(s) | Ref.   |
| ------ | ------------------ | -------------------------- | ------------------------ | ------ |
| Varios | 24 de mayo de 2024 | Descarga digital streaming | 5020 Records Sony        | [ 49 ] |